# Bisacodyl
Le bisacodyl est une molécule dérivée du pyridylméthane. Il est utilisé comme médicament pour traiter la constipation et fait partie des laxatifs de contact (irritants ou stimulants).

## Développement et commercialisation
Le bisacodyl est utilisé comme médicament depuis 1953, sous forme de comprimés et de suppositoires initialement commercialisés par Pfizer.
Sous le nom de marque Dulcolax, il est ensuite exploité par le laboratoire pharmaceutique allemand Boehringer-Ingelheim, puis cédé au français Sanofi en décembre 2015.

## Spécialités contenant du bisacodyl
- Médicaments contenant du bisacodyl commercialisés en France[4] :
  - Dulcolax ;
  - Contalax.

- Médicaments contenant du bisacodyl commercialisés dans d'autres pays :
  - Fleet ;
  - Alophen ;
  - Restoralax.